# Тошнит от себя
«Тошнит от себя» (норв. Syk pike) — чёрная комедия 2022 года, написанная и снятая Кристоффером Боргли.
История рассказывает о Сигне, молодой девушки из Осло, которая работает бариста в кафе. Её парень — перспективный современный художник, создающий концептуальные скульптуры из сворованной мебели. Где бы они ни появлялись, внимание всегда приковано к нему, и это сводит Сигне с ума. Тогда она вступает в токсическую и саморазрушающую борьбу за популярность и статус, пытаясь привлечь к себе внимание загадочной болезнью, которая уродует её снаружи и изнутри.

## Сюжет
Действие фильма происходит в Осло. Сигне и Томас — пара, живущая вместе, Сигне работает бариста, а Томас — художник, создающий скульптуры из украденной мебели. У Сигне возникает зависть к тому, что Томас получает повышенное внимание, и она всячески ищет способы перевести это внимание на себя. На какое-то время у Сигне это получается, поскольку она случайно оказывается вовлечённой в спасение женщины, подвергшейся нападению собаки. Однако спустя некоторое время, когда она снова сталкивается с отсутствием внимания, Сигне безуспешно пытается заставить собаку напасть на неё. Во время ужина, посвящённого открытию крупной выставки работ Томаса, Сигне привлекает внимание, симулируя сильную аллергическую реакцию, которая отвлекает внимание от его речи.
В поисках новых способов привлечь внимание Сигне натыкается на новостную статью о российском седативном препарате под названием «Лидексол», который был запрещён к использованию после сообщений о том, что он вызывал серьёзные кожные заболевания у тех, кто его принимал. Купив его в большом количестве у Стиана, своего друга-наркоторговца, она начинает регулярно его принимать. После появления первых симптомов кожного заболевания, Сигне обращается к врачу по рекомендации Томаса, однако она отказывается от проведения любых диагностических исследований. В тот же день Томас дает интервью крупному журналу, из-за чего он не может забрать Сигне из больницы. Чувствуя, что Томас не уделяет ей достаточно внимания, Сигне намеренно принимает большую дозу лидексола и попадает в больницу.
По рекомендации своей матери Сигне начинает посещать группу комплексной терапии для людей с тяжёлыми заболеваниями, но, по мнению участников группы, Сигне всё выдумала. Главная героиня дает интервью для крупного новостного агентства под предлогом повышения осведомлённости о своём состоянии, но после публикации в Интернете полученная статья остаётся незамеченной из-за новостей о массовой стрельбе. Однако на следующий день статья публикуется на первой полосе национальной газеты и приводит к тому, что Сигне подписывает контракт с модельным агентством. В это время она продолжает принимать лидексол, в результате чего её физическое состояние ухудшается.
Сигне получает приглашение на съёмку рекламного ролика модного бренда Regardless в музее, где она будет сниматься вместе с моделью, страдающей симбрахидактилией. В день съёмок Томаса задерживают в мебельном магазине после того, как сотрудник узнаёт его по первой странице журнала, где было опубликовано его интервью. На съёмках Сигне запирает другую модель в туалете и занимает её место. В процессе позирования Сигне становится плохо, она теряет сознание и падает. Позднее Сигне рассказывает своей подруге-журналистке Марте, что она лгала о своём заболевании, а Томас находится в тюрьме за кражи. В поисках поддержки и утешения Сигне возвращается в группу поддержки, снова выдумывая свои симптомы.

## Релиз
Фильм был впервые представлен на Каннском кинофестивале 22 мая 2022 года. После этого он был выпущен в кинотеатрах Норвегии 9 сентября 2022 года компанией Scandinavian Film Distribution.

## Восприятие
Фильм получил положительные отзывы критиков. На сайте Rotten Tomatoes его рейтинг составляет 88% на основе 67 рецензий. Консенсус критиков гласит: «С достаточной долей чёрного юмора, "Тошнит от себя" намерен вызвать отвращение своим жестоким сатирическим взглядом на тщеславие в эпоху социальных сетей, предлагая историю эго, вышедшего из-под контроля». На Metacritic фильм имеет оценку 71 из 100 на основе 14 рецензий, что указывает на «в целом благоприятные отзывы».